# ジョシュア・ヴァクルナヴィリ
ジョシュア・ヴァクルナヴィリ（Josua Vakurinabili、1994年4月21日 - ）は、フィジーのラグビー選手。

## プロフィール
- フィジー出身。
- ポジションはFW[1]。
- 身長 189cm、体重 96kg

## 略歴
2021年、東京五輪の7人制フィジー代表に選ばれて金メダル獲得。